# Michael Fronius (városi tanácsos)
Michael Fronius (Keresztényfalva, 1675 – Brassó, 1728. december 27.) városi tanácsos, kapitány.

## Élete
Peter Fronius lelkész fia, Marcus Fronius öccse volt. Apja korán meghalt, bátyja és mostohaapja, Georg Jeckel nevelték. 1692-ben Bölönben bátyjával együtt nyolc hónapot töltött a magyar nyelv megtanulása végett; 1694 januárjában a nagyenyedi kollégiumba ment, ahol még a következő évben is a grammatikát és poétikát tanulta. 
1696 elején Bécsbe ment, ahol az újonnan alakult erdélyi udvari kancelláriánál Czakó György udvari titkár mellett működött; november 9-én azonban Prágába, Drezdába s Wittenbergbe utazott, ahol 1697. húsvétjáig tanult bátyjával együtt, akivel azután Lipcsébe ment, ahol három évig volt az egyetem hallgatója. 
1699. október 19-től nagyobb utazást tett Németországban, és meglátogatta Hollandia nevezetesebb városait is. 1700. március 30-án érkezett vissza Brassóba, ahol 1701-ben a város hivatalnokai közé lépett, 1703-ban amanuensis, 1705-ben divisor, 1707-ben titkár, 1715. szeptember 16-án városi kapitány lett, mely hivatalában haláláig maradt. A brassóiak több ízben választották meg követüknek az erdélyi országgyűlésre. Az 1718. és 1719. évi pestisjárványok alatt Brassó egészségügyét vezette.

## Munkái
- Cum Imperator Clementissimus Leopoldus Per Illustrem atque Amplissimum Dominum Georgium Csacko de Rosenfeld Sacratissimae Suae Majestatis Cancellarium et Taxatorem Regiae, Liberaeque Civitatis Coronensis Notarium Juratum, insigni nominis honorisque augmento condecorasset Patriae dulcissimae (quandam nunc et afflictissimae) applaudebat Michael Fronius. Lipsiae, (1697)
- Kéziratban: Diarium vom Jahr 1715–1727. Ebből töredékek jelentek meg a brassói Blätter für Geist, Gemüth und Vaterlandskunde című hírlapban (1840. 45. sz.) és a Transilvaniában (1847. 115. l.)